# 1460

## مواليد
- تيلمان ريمنشنايدر
- خوان بونسي دي ليون
- عائشة الباعونية
- يوهانس فيدمان

## وفيات
- جلال الدين المحلي
- جيمس الثاني ملك اسكتلندا
- 13 نوفمبر - إنريكه الملاح، أمير برتغالي. (ولد 1394 م).